# کاتارینا فروستن‌سون
کاتارینا فروستن‌سون (سوئدی: Katarina Frostenson؛ زادهٔ ۵ مارس ۱۹۵۳) با نام کامل آلما کاتارینا فروستن‌سون آرنالت زبان‌شناس، شاعر، مترجم، نویسنده، نمایشنامه‌نویس، و مقاله‌نویس سوئدی است. او در سال ۱۹۹۲ به عنوان عضو آکادمی سوئد  انتخاب شد و کرسی شماره ۱۸ را برعهده گرفت. کاتارینا در ۱۲ آوریل ۲۰۱۸ اعلام کرد که دیگر در کار آکادمی شرکت نمی‌کند.
وی همچنین برندهٔ جوایزی همچون لژیون دونور شده‌است.

## زندگی‌نامه
کاتارینا فروستن‌سون در شهرستان برنشیرکا در استکهلم متولد شد. وی دختر جورج فروستن‌سون، کارشناس کشاورزی، وبریتتا المدال فروستن‌سون، مشاور امور اجتماعی است. او در هگشتن در بخش سوللن‌تونا بزرگ شد.

## حرفه
آثار اولیه شعر او ذاتی و اغلب دشوار بود. او در سال ۱۹۹۴ در شورای نوردیک نامزد دریافت جایزه شد، فروستن‌سون همچنین یک سبک نافذ قصه‌ای در شکل نثر را آزمایش کرد.
در ۲۰۱۱ نیز او نامزد جایزه ادبیات شورای نوردیک شد.
در سال ۲۰۰۲ در تئاتر یهودی در استکهلم همراه با همسرش در محل معاصر فرهنگی جلسات ادبی و رویدادهای متقابل فرهنگی را برگزار کرد.

## خانواده
کاتارینا فروستن‌سون در سال ۱۹۸۹ با (Jean-Claude Arnault) ازدواج کرد. او برادر زاده آندش فروستن‌سون و دخترعموی سون فروستن‌سون و کارین فروستن‌سون می‌باشد.